# Brookula charleenae
Brookula charleenae is een slakkensoort, de plaatst in een familie is onzeker. De wetenschappelijke naam van de soort is voor het eerst geldig gepubliceerd in 2008 door Schwabe & Engl.